# Ibn Mubārak Shāh
Ne doit pas être confondu avec Qutb ud-Dîn Mubârak Shâh ou Mubârak Shâh.
Ibn Mubārak Shāh ou Shihâb al-dîn ibn Mubârak Shāh dans l'Histoire des mamelouks circassiens, Šihābaddīn Aḥmad b. Muḥammad b. Ḥusayn b. Ibrāhīm b. Sulaymān al-Miṣrī al-Ḥanafī chez son ami As Saḫāwī ou Aḥmad Ibn Mubārak-Shāh est un érudit de langue arabe du XVe siècle, dont on conserve de 2 recueils de textes, une anthologie de poésie al-Safīna en 14 volumes et une compilation de recettes de cuisine le Kitāb Zahr al-tadīqa fī l-aṭʿima al-anīqa qui donne 332 recettes dont 49 recettes non encore sourcées.

## Biographie
Il est né au Caire le 27 septembre 1403 (806 AH) et y est mort le 1er mars 1458 (862 AH). Il est connu comme un des 7 poètes cairotes se nommant Shihâb. Newman écrit que l'on sait peu de choses sur Ibn Mubarak Shah.

## Compilation poétique
La tadhkira (compilation, aide-mémoire) d'Ibn Mubārak Shāh a pour titre al-Safīna, Hakan Özkan (2018) classe cette anthologie de zaǧal (forme poétique andalouse) dans le second type qui donne des citations. Al-Safīna dans la codicologie arabe désigne un format oblong relié au bord supérieur (sorte de calepin), celui d'Ibn Mubārak Shāh a 300 folios. Hoenerbach et Ritter (1948) y ont découvert 18 zaǧals d’Ibn Quzmān. Hakan Özkan note que la compilation n'était pas destinée à l'édition mais qu'il s'agit de notes personnelles à l'usage de l'auteur, amateur de poésie et poète lui-même: « As Saḫāwī et Ibn Mubārak šhāh écoutaient ensemble les leçons renommées d'Ibn Ḥaǧar al-ʿAsqalānī (1372–1449)». Cette remarque pourrait être faite aussi pour le Zahr, qui par sa forme et son absence de classement à tout de notes personnelles d'un amateur.

## Le Livre des fleurs du jardin dans les aliments élégants
تاب زهر الحدیقة في الأطعمة الأنیقة (ktab zahr alhadiqat fi al'ateimat al'aniqa) en abrégé Zahr est le dernier manuscrit de cuisine arabe à avoir été traduit en anglais (il était inaccessible dans une bibliothèque d'Allemagne de l'est) c'est un condensé du Kanz écrit Véronique Pitchon (2017), Nawal Nasrallah (2018) le qualifie d'abrégé du Kanz. En effet sur les 330 recettes, 228 recettes sont copiées du Kanz et 58 chez Ibn al-Adim, l'auteur change parfois le nom des recettes. Daniel L. Newman dresse un graphique des liens entre auteurs de livres de cuisine arabes dans sa traduction (2020), le Zahr a des sources chez presque tous les auteurs de la tradition Ibn Sayyar al-Warraq > Muhammad bin Hasan al-Baghdadi > Ibn al-Adim, ce groupe est distinct du groupe Anonyme Andalou > Ibn Razin al-Tuyibi. Dans le livre, les recettes sont regroupées selon les sources, autrement dit écrit Newman, l'auteur à sélectionné dans des livres antérieurs des séries de recettes qu'il a copié, successivement.
Les 19 chapitres traitent de la fabrication du pain, des omelettes, des sucreries, marinades et aromates, plats, conservations des fruits, des boissons avec des conseils et la façon de distiller l'eau potable et de faire des cure-dents (chap. 18) avec du bois de saule. La traduction omelette (chap. 6) n'est pas exacte, ce ne sont pas de omelettes mais des sortes de tortilla à la viande (sanbusak) cuites à la poêle et retournés.

« Recette de tortilla acide. Battre 5 œufs avec épices, de la viande hachée et du citron confit au sel coupé en morceaux. Frire, et quand elle est presque cuite piquer la au couteau et verser du vinaigre et du jus de citron, laisser absorber et répéter 6 ou 7 fois l'opération (copie de Kanz no 168). »

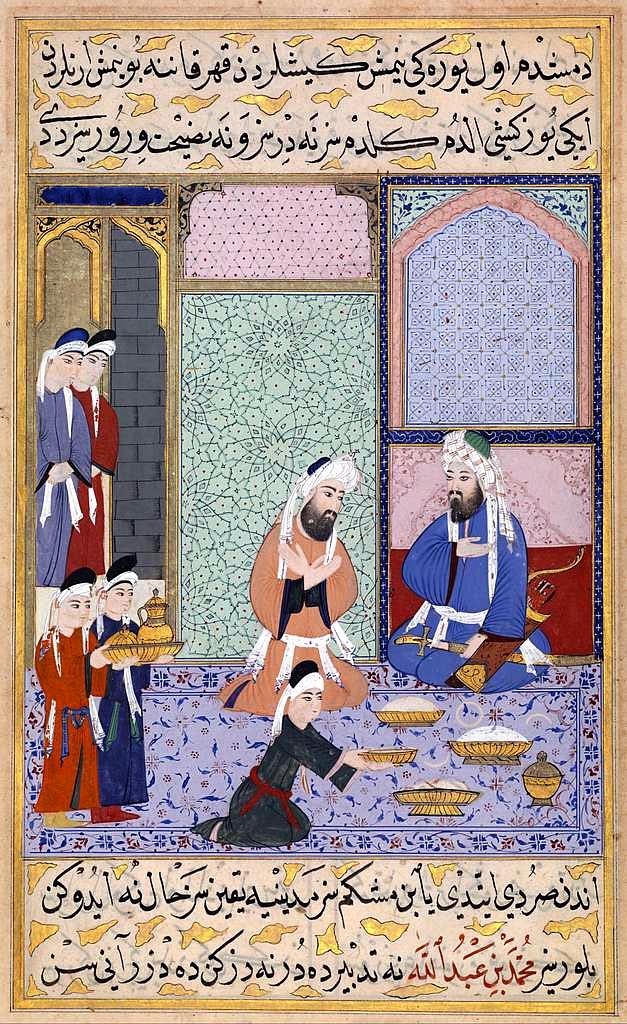
Repas du sultan Murad III Siyer-I Nebi avec plat de riz bouilli aux épices bahatta, de semoule rélevé itriyya d'origine perse (XVIe siècle).

Audrey Caire indique que toutes les recettes ne sont pas arabes mais certaines sont turques Mamelouks, comme le qāwūt (no 143, dessert sucré au blé et aux pois chiches, copie de  Kanz no 304), ou la pâtisserie égyptienne al-Qāhiriyya (no 150, également présente chez  Kanz, pâtisserie sucrée aux amandes).

### Manuscrits
- [DE-FBG] Ms. orient. A 1344,Kitāb Zahr al-ḥadīqa fi 'l-aṭʿima al-anīqa, Erfurt, Forschungsbibliothek Gotha, Katalog Pertsch III, 3 (acquis au Caire en 1808) - Ancien numéro de catalogue: arabe 668, Stz. Kah. 1170.
- Ibn Mubārakšāh. Safīna. Süleymāniye Kütüphanesi. collection Feyzullah Efendi de la Bibliothèque de Süleymaniye à Istanbul, Fe 1609–1622[14].

### Livres
- Shihab al-Din Ahmad bin Mubarak Shah al-Hanafi (recherche Muhammad Abd al-Rahman al-Shagul). زهر الحديقة فى الأطعمة الأنيقة (zahr alhadiqat faa al'ateimat al'aniqa). Al Jazeera, Al-Azhar Library. 2007[15].
- Daniel L. Newman, The Sultan's Feast: A Fifteenth-Century Egyptian Cookbook (Zahr al-ḥadīqa fī al-aṭʿima al-anīqa par Ibn Mubārak Shāh), Londres, Saqi Books (éd. Et trans.), 2020,

### Auteurs et livres de cuisine du Moyen Âge arabe
Les sources citent une quarantaine de livre de cuisine arabe médiévale. Seuls nous sont parvenus (entre parenthèse le n° d'ordre chez Daniel L. Newman (2020) suivi du nombre de recettes) :
- IXe siècle, Bagdad, Kitab al-Tabikh de Ibrahim ibn al-Mahdî
- Xe siècle, Bagdad, Kitab al-Tabikh de Ibn Sayyar al-Warraq (1 - 615),
- XIIIe siècle, Bagdad, Kitab al-Tabikh de Muhammad bin Hasan al-Baghdadi (2 - 161),
- XIIIe siècle, Le Caire, Kitab al Waslat, traditionnellement attribué à Ibn al-Adim (3- 635),
- XIIIe siècle, Al-Andalus, Kitab al-Tabikh Anonyme Andalou, livre et auteur (4 - 528 chez J-M Laurent)
- XIIIe siècle, Al-Andalus, Fudalat al-Khiwan de Ibn Razin al-Tuyibi (5 - 468)
- XIVe siècle, Le Caire, Kanz al-fawāʾid, auteur inconnu (6 - 780)
- XVe siècle, Damas, Kitâb al-tibâkha, attribué à Ibn al-Mabrad ou Mubarrad (9 - 44)
- XVe siècle, Le Caire, Kitāb Zahr al-ḥadīqa fī l-aṭʿima al-anīqa, Ibn Mubārak Shāh (10 - 330)